# Cinecittà (metrostation)

Cinecittà is een metrostation in het stadsdeel municipio VII van de Italiaanse hoofdstad Rome dat op 16 februari 1980 werd geopend aan lijn A van de metro van Rome.

## Ligging en inrichting
Het station ligt onder de Via Tuscolana voor de ingang van de , in 1937 geopende, filmstudio's Cinecittà. In de plannen voor de metro uit 1941 was bij Cinecittà het eindpunt van een voorstadslijn opgenomen. In het tracébesluit voor metrolijn A uit 1959 werd Cinecittà het een na zuidelijkste station van de lijn. De sporen naar het bovengrondse depot van de lijn takken tussen Cinecittà en Anagnina af van de hoofdlijn. Vanaf de opening van de lijn tot 11 juni 1980 fungeerde Cinecittà als eindpunt en reden de metrostellen leeg tussen het station en het depot. Het station is gebouwd naar het standaardontwerp van lijn A voor stations buiten de binnenstad. De verdeelhal vlak onder straatniveau is met vaste trappen verbonden met de twee zijperrons. De toegangen liggen aan weerszijden van de Via Tuscolana, twee trappen liggen voor de ingang van Cinecittà en aan de overkant bieden twee trappen en een lift toegang tot de verdeelhal.       